# Episodi di The Gates - Dietro il cancello
La prima ed unica stagione della serie televisiva The Gates - Dietro il cancello, composta da tredici episodi, è stata trasmessa negli Stati Uniti dal 20 giugno al 19 settembre 2010, sulla rete televisiva ABC.
In Italia è andata in onda sul canale satellitare Fox a partire dal 15 novembre fino al 20 dicembre 2010.
| nº | Titolo originale   | Titolo italiano           | Prima TV USA      | Prima TV Italia  |
| -- | ------------------ | ------------------------- | ----------------- | ---------------- |
| 1  | Pilot              | L'arrivo al Gates         | 20 giugno 2010    | 15 novembre 2010 |
| 2  | What Lies Beneath  | Patto di sangue           | 27 giugno 2010    | 15 novembre 2010 |
| 3  | Breach             | Follie per amore          | 11 luglio 2010    | 22 novembre 2010 |
| 4  | The Monster Within | Fuori dal branco          | 18 luglio 2010    | 22 novembre 2010 |
| 5  | Repercussions      | Il legame                 | 25 luglio 2010    | 29 novembre 2010 |
| 6  | Jurisdiction       | Comunità segreta          | 1º agosto 2010    | 29 novembre 2010 |
| 7  | Digging the Dirt   | Scavando nel passato      | 8 agosto 2010     | 6 dicembre 2010  |
| 8  | Dog Eat Dog        | Vampiri contro licantropi | 15 agosto 2010    | 6 dicembre 2010  |
| 9  | Identity Crisis    | Identità nascoste         | 22 agosto 2010    | 13 dicembre 2010 |
| 10 | Little Girl Lost   | Spettri del passato       | 5 settembre 2010  | 13 dicembre 2010 |
| 11 | Surfacing          | Chiuso in trappola        | 12 settembre 2010 | 20 dicembre 2010 |
| 12 | Bad Moon Rising    | La tossina                | 19 settembre 2010 | 20 dicembre 2010 |
| 13 | Moving Day         | Caccia alla strega        | 19 settembre 2010 | 20 dicembre 2010 |

## L'arrivo al Gates
- Titolo originale: Pilot
- Diretto da: Terry McDonough
- Scritto da: Grant Scharbo & Richard Hatem

### Trama
È mattina quando Claire Radcliff e sua figlia Emily sono fuori in giardino. La bambina per seguire il suo skateboard rischia di essere investita causando un incidente. Preoccupata, Claire fa entrare in casa l'uomo e, dopo averlo sedotto, lo morde dissanguandolo: la donna è in realtà un vampiro.
La scena si sposta sull'arrivo nel quartiere della famiglia del nuovo capo della polizia Nick Monaham, con lui sua moglie Sarah e i loro due figli Charlie e Dana. Tutti cercano di ambientarsi al meglio e Sarah riceve la visita per il benvenuto di Claire mentre a scuola Charlie si prende una cotta per Andie Bates, già però fidanzata con Brett Crezski. Nick al lavoro intanto, prova ad adattarsi alle regole del posto, ma è forte in lui lo spirito di detective, stesso spirito che l'ha costretto a lasciare Chicago dopo aver ucciso un ragazzo per legittima difesa. Le sue attenzioni si spostano così sull'uomo sparito la mattina, uomo ucciso da Claire. Le ricerche lo portano così a casa Radcliff dove però non scopre nulla e dove, già in precedenza Claire e suo marito Dylan (vampiro anche lui) hanno nascosto sia la macchina sia il corpo. Sarah, a sua volta, esce per vedere la cittadina e viene attirata da un negozio di erbe e infusi dove, entrando, conosce Devon che, poco dopo, si scoprirà essere una strega così come la sua ex maestra Peg.
È sera e Claire, aiutata dal marito, riescono ad occultare il cadavere ma le telecamere hanno ripreso la donna uscire, insospettendo ancora di più Nick che si reca a casa dei Redcliff non riuscendo però a scoprire ancora nulla.
L'indomani, a scuola, Brett si accorge ancora una volta dell'intesa tra Charlie e Andie e, infuriato, scappa in bagno mostrando una forza disumana: Brett è in realtà un lupo mannaro.
È la sera della fiera e tutta la cittadina vi si reca. Claire viene presa in disparte da Devon che la informa che è stata vista mentre trascinava il corpo fuori e, sotto ricatto, la minaccia venendo poi fermata da Peg. Charlie si allontana con Andie, venendo però sentiti e quindi seguiti da Brett. I due stanno per baciarsi quando sentono un rumore tra gli alberi: è Brett che si è trasformato in un lupo e li sta per attaccare ma, fortunatamente, viene fermato da un suo amico, lupo anche lui.
Durante la festa, Nick viene chiamato dal commissariato e, insieme ai suoi colleghi Leigh Turner e Marcus Jordan si reca sul posto dove è stato ritrovato un corpo. Nick lo scopre e i suoi colleghi lo riconoscono: è l'ex capo della polizia che è stato ucciso.

## Patto di sangue
- Titolo originale: What Lies Beneath
- Diretto da: David Barrett
- Scritto da: Grant Scharbo

### Trama
Nick e i suoi colleghi dopo la morte dell'ex capo Phelps cominciano le indagini che li portano a collaborare con un suo vecchio collega, licenziato ed estraniato dal Gates. L'uomo, interrogato, promette di collaborare e afferma di aver visto più volte sparire dei rapporti da lui stesso stilati. Nick si reca così nuovamente a casa Radcliff pensando che questi ultimi siano in qualche modo coinvolti. Dylan si trova così costretto a chiedere alla moglie se sa qualcosa e Claire gli confessa che una volta pagò Phelps per far sparire un rapporto su di lei. Ancora, Nick si reca a casa Ford in quanto l'anno precedente Lucas aveva avuto dei problemi con la legge dei quali però, venne perso il rapporto. Intanto, Andie si reca da Peg per uno strano segno che trova la mattina sulla sua schiena ma la dottoressa le dice che dipende dallo stress e così, Andie prova ad allontanarsi da Charlie e, mentre sta tornando a casa, viene raggiunta da Brett che le confessa di amarla, lasciandola di stucco. A casa Radcliff invece, Dylan ammonisce nuovamente Claire chiedendole di andarsene ma la donna riesce a dissuaderlo. L'indomani, a scuola Charlie viene attaccato da Lucas per quanto accaduto il giorno precedente con il padre e i due vengono separati da Brett. Il pomeriggio, Charlie esce con Andie e i due finiscono per baciarsi, sotto gli occhi di Brett, ma Andie scappa. Sarah esce con Claire in quanto le loro figlie si trovano a fare un compito insieme e, mentre passeggiano, incontrano Devon che si avvicina a loro e alle bambine. Peg intanto, si reca dal padre di Andie mettendolo al corrente di quanto sta succedendo alla ragazza e gli consiglia di raccontare tutto alla figlia. Il padre, in preda al panico, non sa come confessare alla figlia che la madre era una succuba e come lei, la stessa sorte tocca a lei.
Nick continua sul suo caso assieme a Leigh e Marcus, che intanto ha conosciuto una ragazza. Le indagini portano ad un vicolo cieco fino a quando il loro testimone chiave, suggerisce di controllare tra i residenti del Gates, dai quali risulta che nella macchina vi sono le tracce di Dylan Redcliff. Nick continua le ricerche che poi, grazie ad una intuizione dei suoi colleghi, lo portano al reale colpevole, cioè l'uomo che proprio li stava aiutando.
Ora il caso è risolto e Claire si decide ad andare da Devon per fare il patto da quest'ultima proposto per mettere tutte le cose a posto.

## Follie per amore
- Titolo originale: Breach
- Diretto da: Terry McDonough
- Scritto da: Richard Hatem

### Trama
Nick si trova alle prese con una situazione anomala per il Gates: improvvisamente, tutti gli allarmi delle case scattano, facendo accorrere le pattuglie sul luogo e permettendo così a dei ladri di derubare le case dove l'allarme non è scattato, tra cui la casa di Leigh. L'indomani, vista la situazione, Nick decide di creare una sorta di isolamento per il Gates per poter risalire al colpevole. Durante gli interrogatori, Leigh si trova faccia a faccia con Teresa, la ragazza di Marcus, facendo cadere su di lei i suoi sospetti. Intanto, arriva Peg che da dei farmaci alla stessa Leigh confessandole che, se dovesse stare troppo lontana da quell'oggetto, morirà.
A casa Radcliff, Claire per venire incontro al marito, decide di invitare a casa loro dei colleghi di lavoro di Dylan e così, va a fare la spesa. Fuori dal supermercato, incontra una sua vecchia conoscenza, Christian che le fa sorgere dei dubbi sulla sua nuova vita. A casa, prova a cucinare ma i vari piatti non le vengono bene e così, tentata dalla fame, chiama Christian per poi uscirci la sera. Durante la serata, Claire mantiene alti i suoi nuovi principi ma, una volta usciti dal locale, si lascia tentare e insieme all'amico, si nutre di una ragazza in un vicolo. L'indomani, tutti i piatti le riescono alla perfezione e, la cena, va alla grande e Dylan è fiero di lei. A scuola intanto, Andie incontra Brett e, subito dopo, Charlie. La ragazza è dubbiosa ma più tardi capisce che vuole stare con Charlie. Alla notizia, Brett si convince ad andare a correre con Lucas e gli altri amici. L'indomani, la madre di Brett scoprirà tutto per rimanerne molto delusa e si troverà a confidarsi con Sarah.
Al lavoro intanto, Nick sembra essere giunto ad un punto morto quando però capisce che tutto si nasconde dietro le consegne postali. Così, risale al colpevole: il professore di Brett. La sera, quando tutti gli oggetti stanno tornando ai legittimi proprietari, Leigh recupera la sua scatola. Infine Leigh si reca alla del professore per assicurarsi che lui non riveli quello che ha visto nel cofanetto, uccidendolo.

## Fuori dal branco
- Titolo originale: The Monster Within
- Diretto da: Paul A. Edwards
- Scritto da: Gabrielle Stanton

### Trama
Nonostante il divieto della madre di correre, Brett torna nei boschi con Lucas e gli altri. Ma qualcosa va storto: un cacciatore vede i lupi correre e spara, prendendo Lucas. Brett, visto l'amico in difficoltà, corre in suo aiuto, uccidendo però il cacciatore. Ora i ragazzi corrono dal coach per chiedergli aiuto e gli raccontano dell'accaduto, omettendo il fatto che il cacciatore è morto. Al lavoro, Nick riceve una chiamata per la scomparsa proprio di quel cacciatore, cosa che lo porta ad indagare. Giunti sul luogo, non trovano il corpo ma solo tracce di sangue. Intanto a scuola, Andie e Charlie stanno per fare l'amore quando però suona la campanella. Charlie torna in aula e sviene. Viene portato in infermeria da Peg e le racconta di aver visto Andie. Peg, sapendo cosa nasconde Andie dice al ragazzo di avere la mononucleosi e di non vederla. A casa, Sarah ricorda a Nick che la sera dovrà andare con Dana al ballo e che con loro andranno anche Dylan ed Emily. Le ricerche riguardanti il cacciatore continuano e Marcus informa Nick che il cadavere dell'uomo è stato ritrovato vicino Franklin. Brett ora si sente sollevato ma, poco dopo, arriva a casa sua l'allenatore che lo informa di sapere tutto e che non lo caccia dal Gates solo per rispetto di sua madre e di suo padre e suo fratello, morti tempo prima e che lo caccia dalla squadra, per sempre. Brett, infuriato, va al circuito delle biciclette dove incontra una sua amica che sta andando a trovare Lucas. Brett le chiede di andare a correre insieme ma lei nega di poter andare perché è Lucas il capo e senza di lui non si corre. Ma Brett, infuriato, si gira e se ne va lo stesso a correre. A casa Monoham Nick si sta preparando per il ballo quando, in preda alla tristezza, racconta a Sarah la verità: quel ragazzo che uccise, lo uccise non per legittima difesa ma perché voleva farlo visto che, nonostante tutti i suoi reati, non sarebbe stato punito. Sarah, sconvolta, lo sostiene comunque e lo manda al ballo. Al ballo, ci sono anche Andie con suo padre che, dopo aver parlato con Peg, capisce che deve mettere a conoscenza della verità la sua bambina, cosa che fa subito dopo la festa. Durante il ballo, Teresa fa le foto a tutti mentre Nick riesce a chiarirsi con Dylan. Teresa sta andando via quando chiede a Nick di accompagnarla fuori ad aspettare Marcus. Usciti, Teresa le punta una pistola contro dicendogli di essere in realtà la sorella del ragazzo che ha ucciso. La finta Teresa sta per fare fuoco quando interviene Dylan, che, sotto gli occhi di Nick, morde e uccide la ragazza. Nick sconvolto chiede a Dylan cosa sia ma l'uomo, fermo sulla sua posizione, gli dice che in cuor suo sa già cosa sia e che ora deve preoccuparsi delle bambine.

## Il legame
- Titolo originale: Repercussions
- Diretto da: David Solomon
- Scritto da: Scott Lloyd Nimerfro

### Trama
Dylan si è occupato di tutto e Nick, preoccupato, prova a fidarsi di lui dopo essersi convinto che alla sua famiglia non succederà niente. Intanto al lavoro, Marcus comincia a preoccuparsi della scomparsa di Teresa e, nonostante il dissenso di Nick, va ad interrogare Dylan non trovando niente ma facendo arrabbiare Dylan con lo stesso Nick che manda a casa Marcus. A casa, sempre più sospettoso, Marcus fa diverse ricerche per arrivare a Teresa, ricerche che lo portano ad indagare sul passato del capo.
Intanto, Andie prova a capire meglio cosa le stia succedendo ma tutte le informazioni che trova la spaventano. Cerca conforto allora in Peg, ma l'amica le consiglia solo delle pastiche con l'obiettivo di placare la succuba che c'è in lei. Andie, contraria ai farmaci, prova a seguire il modello della madre e del padre cercando di mantenere l'autocontrollo anche con Charlie.
Al Gates intanto si stanno ultimando i preparativi per la festa che si terrà a casa Buckley in onore a Nick. Per questo, Vanessa, la nuova compagna del signor Buckley, nonché ex marito di Devon, si reca proprio nel suo negozio dove le due riescono a parlare e a chiarirsi tanto che anche Devon stessa viene invitata al ricevimento.
La festa ha inizio e sono tutti presenti. Durante il party, Nick chiede a Sarah se è realmente felice lì al Gates, capendo che la moglie non vuole andarsene. Mentre tutti festeggiano, Marcus si presenta al suo capo per parlargli e fargli le sue scuse: ha scoperto infatti che la sua Teresa era in realtà la sorella del ragazzo ucciso a Chicago dallo stesso Nick e che probabilmente era lì per ucciderlo. Dopo aver chiarito con il suo agente e amico, Nick decide di non proseguire nelle ricerche del corpo di Teresa e fa così il suo discorso durante il quale lascia intendere a Dylan che non lo tradirà. Nel mentre, Devon approfitta della festa per scambiare una videocassetta compromettente in possesso del suo ex marito. Sempre durante la festa, Peg parla con il padre di Andie il quale le confessa che la moglie non è morta per incidente bensì fu lui ad ucciderla dopo che, in intimità, non riuscì a controllarsi. Preoccupato per la figlia rimasta a casa, torna da lei trovandola però a dormire.
Finita la festa, il signor Buckley sta sistemando le ultime cose quando si mette a guardare un video: il video mostra Dylan che uccide Teresa.

## Comunità segreta
- Titolo originale: Jurisdiction
- Diretto da: David Grossman
- Scritto da: Jared Romero

### Trama
Nick ha a che fare con l'omicidio di una cittadina del Gates, Barbara, la quale mostra evidenti segni di morsi di vampiro. Subito si reca da Dylan che si dichiara innocente e conferma la presenza di vampiri dietro l'omicidio. Ora i due si trovano ad indagare sullo stesso caso, in fazioni opposte. La pista di Nick lo porta ad indagare riguardo alle persone più vicine alla vittima quali la sua collega Gloria Bennet e il suo ex marito, dai quali però non riesce a scoprire niente; mentre Dylan tiene segrete le informazioni che ha. Saputo dell'accaduto Claire si mette nuovamente in contatto con Christian, incolpandolo e dicendogli di uscire dalla sua vita.
Andie intanto, non prende le pasticche datele da Peg la quale, delusa, prova ancora a convincerla. Soltanto dopo aver quasi ucciso Charlie la ragazza si convince a prenderle. Sarah, dal canto suo, ha invece a che fare con una raccolta fondi che vede opposte le fazioni di Claire Radcliff e della signora Crezski. Solo grazie l'aiuto di Devon Sarah riesce a far convogliare le due fazioni e a guadagnare molti soldi.
Nick intanto, continua con le sue ricerche che gli aprono una pista, subito bloccata da Dylan che però riconosce negli indiziati un suo vecchio amico: Christian. I due si incontrano e, a discapito di Claire, vanno insieme a cena a casa. Nel mentre, Nick grazie ad alcune foto, scopre che anche Gloria è un vampiro e dopo che la donna le ha confessato come sono andate le cose e Nick capisce che lei non è l'assassina, la donna viene rapita sotto i suoi occhi, lasciando Nick senza parole. Sconvolto, chiama Dylan che però non sa niente dell'accaduto e, proprio in quel momento, grazie ad un caso, capisce che dietro l'omicidio di Barbara altri non c'è che il suo ex marito. Non appena lo arresta, chiama Dylan che porta da Nick Gloria, la quale lo ringrazia. La giornata è finita e Devon, dopo tutti i trattamenti che ha fatto può fare una sorta di sortilegio. Nick viene invece chiamato dal signor Buckley il quale vuole dissuaderlo dall'andarsene e, poco dopo, arriva anche Dylan: ai due viene mostrato un video in possesso del signor Buckley che altro non registra l'assassinio di Teresa.

## Scavando nel passato
- Titolo originale: Digging the Dirt
- Diretto da: Fred Gerber
- Scritto da: Robert Hewitt Wolfe

### Trama
Dopo le minacce ricevute da Frank Buckley, Nick convince Dylan a collaborare con lui per cercare qualcosa per inchiodare a loro volta lo stesso Frank. Dalla ricerche scoprono che, anni prima, morì in circostanze sospette il socio di Frank, W. R. Harrison. Le ricerche portano i due su fronti diversi: Dylan si occupa della parte finanziaria incontrando Loyd, mentre Nick si occupa della vita privata dell'uomo incontrando Devon. La donna infatti racconta di considerarlo uno zio e di essere stata proprio lei a presentare Harrison a Frank e gli racconta poi, di come i due litigarono poco prima che l'uomo morisse. Incontratosi nuovamente, Dylan e Nick convengono che di concreto non hanno nulla in mano e che devono continuare per quella strada.
A scuola intanto, Andie evita Charlie e continua a prendere le pillole che però hanno degli effetti collaterali molto gravi. Charlie non capendo perché la ragazza lo eviti prova a parlarle finendo però per litigare con Brett che intanto vorrebbe riavvicinarsi alla ormai ex. A dividere i due interviene la stessa Andie che, abbracciando Charlie, non riesce a controllare la succuba che è in lei e, impaurita, scappa sotto gli occhi increduli di Brett che ha notato qualcosa di strano.
A casa, Sarah organizza una festa dove invita tutte le sue amiche ma la cosa non va secondo i suoi piani e finisce così per rattristarsi.
L'indomani, Nick e Dylan si recano in un ufficio abbandonato che li porta a credere che Harrison fosse un vampiro e così, insieme, decidono di riesumare il cadavere scoprendo però che effettivamente l'uomo è morto. Rientrato in casa, Dylan trova ad attenderlo Claire alla quale racconta tutto, trovandola contrariata. L'uomo si vede così costretto a dire a Nick di non poterlo più aiutare quando, lo stesso Nick, si trova faccia a faccia con Frank che lo convince della sua innocenza.
Intanto Claire deve affrontare Christian che continua a perseguitarla e, con sorpresa, trova ad aiutarla Karen Creszki che, dopo averla confortata, le parla di Sarah e dell'effetto del tè di Devon su di lei. Unite, le due vanno da Sarah la quale però, nonostante le parole delle due, continua a bere il tè dell'amica.
Devon infatti, usa il suo tè miracoloso per far dire tutta la verità a Sarah e intanto, tramite un sito, è riuscita ad avvicinare un licantropo dal quale ha preso gli occhi per continuare con il suo sortilegio.
A scuola, Andie si trova stranamente vicina a Brett al quale confida tutto innescando ancora di più dubbi in Charlie.
Nick, con una trappola, riesce a salvare Frank e a catturare Loyd, il responsabile dell'omicidio di Harrison.

## Vampiri contro lincantropi
- Titolo originale: Dog Eat Dog
- Diretto da: David Barrett
- Scritto da: Gabrielle Stanton

### Trama
Durante una festa al Gates, Simon Ford ha una brutta lite con un altro membro del Gates, Ben McCallister, un vampiro, che però viene placata dall'intervento di Nick e Dylan. La sera a casa, Simon ha un'ulteriore lite con sua moglie e suo figlio e se ne va. L'indomani, mentre Sarah sta facendo jogging, trova Simon privo di sensi per terra e subito chiama l'ambulanza. In ospedale, la moglie di Simon, sorretta dal coach, accusa subito Ben il quale però, dopo le prime indagini, risulta avere un alibi molto forte e, a sua volta, accusa lo stesso coach che però risulta anch'egli avere un alibi.
A scuola, Mya nota che tra Andie e Brett i rapporti stanno migliorando mentre tra loro due le cose stanno prendendo una piega strana, cosa che non riesce a spiegarsi. Sempre Mya, di nascosto dalla madre, sta prendendo delle lezioni di magia da Devon.
Le ricerche per trovare l'aggressore di Simon continuano quando si scopre che l'uomo è fuggito dall'ospedale e, per un caso fortuito riescono a risalire a Karen. Nick decide allora di andare da lei quando sente una strana conversazione tra lei e l'allenatore che lo porta ad origliare: l'uomo si accorge però della sua presenza e lo catapulta dentro, mostrandogli così la loro vera identità. Ora la situazione per Nick è un po' più chiara e le ricerche ora vertono su campi diversi.
A scuola, Andie decide di lasciare Charlie e racconta tutto a Mya, la quale preoccupata, corre da sua madre per dirle che la ragazza non sta prendendo più le sue pillole, cosa che preoccupa molto Peg. La sera a casa, Andie è con Brett e i due insieme decidono di riprovare a tornare insieme.
Le ricerche per l'aggressore di Simon continuano quando Nick capisce che dietro tutto c'è Lucas, il figlio di Simon. Il ragazzo spaventato racconta la verità e però per la sua incolumità, l'allenatore decide di coprirlo. La sera, mentre Nick si sta riposando, riceve la visita di Simon che gli comunica che se ne sta andando ma che il giorno della guerra tra licantropi e vampiri è molto vicino.
Intanto, Claire è sempre più preoccupata per il comportamento di Christian il quale, sotto ricatto, la costringe a recarsi a cena da lui. Durante la serata, la donna afferma di amare Dylan e che, nonostante tutto ciò che lui voglia fare, non riuscirà mai a dividerli. Christian però, su tutte le furie, attacca Claire e la morde, rompendo così il legame tra lei e Dylan. Rincasata, la donna è visibilmente distrutta e racconta tutto a Dylan il quale, infuriato, va da Christian e, dopo averlo attaccato, lo uccide per poi tornare a casa da sua moglie.

## Identità nascoste
- Titolo originale: Identity Crisis
- Diretto da: Steve Miner
- Scritto da: Scott Nimerfro

### Trama
Nick entra in una banca e, dopo aver chiesto delle registrazioni, ruba delle chiavi per poi aprire una cassetta di sicurezza. Proprio in quel momento, arriva un agente dell'FBI che lo arresta.
UN GIORNO PRIMA: Nick si reca al lavoro dove ad attenderlo c'è Kat Russo, un agente dell'FBI che richiede la sua collaborazione per prendere Jessup, un uomo residente nel Gates accusato di frode. Le ricerche iniziano e portano a casa dell'uomo dove, con sorpresa di Nick vengono trovate delle prove schiaccianti contro l'uomo e anche delle foto e nomi di persone da lui aiutate, tra cui figurano Dylan e Claire. Preoccupato per gli amici, Nick subito chiama e avverte Dylan.
A scuola intanto, Charlie è sempre più allontanato da Andie che, debole più che mai, viene aiutata da Brett nonostante non volesse. Lexie invece, gelosa dei sentimenti che Brett prova verso Andie e non verso lei, si avvicina allo stesso Charlie. Finita la scuola, Andie va a casa dove confida a Mia la sua paura e il suo senso di colpa nei confronti di Brett e l'amica, dopo aver preso lezioni da Devon e dopo averle rubato una medicina, conforta l'amica dandole il nuovo antitodo che effettivamente sembra aiutare Andie.
Dopo aver avvertito Dylan, Nick viene convocato dall'amico e da un altro vampiro che gli espongono la situazione: Jessup è colui che li copre e procura loro delle false identità e nella cassetta di sicurezza scoperta anche da Kat, vi è una pendrive dove sono contenuti centinaia di nomi e indirizzi delle persone aiutate da Jessup. Nick dovrà sostituirla prima che Kat arrivi alla cassetta. Intanto in ufficio, Leigh riesce ad entrare nel computer di Jessup e a cancellare tutte le mail dell'uomo. È il momento dello scambio e Nick dopo essere riuscito ad aprire la cassetta, riesce a scambiare le due pendrive prima di essere scoperto da Kat. Tornato in ufficio, Nick viene interrogato dalla donna che non capisce perché lui si comporti così ma, dopo aver preso quanto voleva, se ne va senza denunciarlo. Preoccupata per la cosa, Leigh prova a seguirla venendo poi bloccata da Nick che la rincuora del fatto che quella non è la pendrive di Jessup. Poco dopo, Marcus scopre che Kat e Jessup erano stati sposati e, nel mentre, la donna arriva a casa dell'indagato dove, trovandolo, si mostra per ciò che è: un vampiro. I due cominciano a lottare e la donna ha la meglio, uccidendolo l'ormai ex marito. Kat, scoperto che quella non è la pendrive che cercava, torna da Nick che, appresa la storia della donna, le consegna quella vera per poi lasciarla andare e consegnandola nelle mani degli altri vampiri.
A scuola le cose tra Lexie e Charlie sembrano andare per la meglio ed Andie, ingelosita da ciò, prova a riavvicinarsi a lui trovando però i due che si stanno baciando.
La giornata è finita e Dylan e Claire stanno parlando arrivando alla conclusione che così non possono andare avanti e devono prendersi una pausa. Affranti, si recano in camera di Emily per informarla del fatto ma, entrando, non la trovano nel letto e al suo posto c'è l'anello di Christian: l'uomo ha rapito loro figlia.

## Spettri del passato
- Titolo originale: Little Girl Lost
- Diretto da: Steve Shill
- Scritto da: Robert Hewitt Wolfe

### Trama
Impauriti per la scomparsa di Emily, Claire e Dylan prendono Nick da casa sua e lo pregano di aiutarli mantenendo però il segreto. L'uomo decide di aiutarli chiedendo il solo intervento di Leigh, visto che la ragazza conosce il loro segreto. Le ricerche portano ad un indirizzo dove Nick si reca con Dylan lasciando a casa Claire la quale, sconvolta, viene raggiunta da Sarah. Giunti sul posto, Nick e Dylan trovano i cadaveri dei proprietari mentre Nick riceve la chiamata di Christian il quale, non dicendogli la sua posizione, gli lascia solo un nome: St. Louise.
A scuola, Lexie continua a girare intorno a Charlie provocando Andie che le confessa di non voler tornare con Brett. Arrabbiata, Lexie va da quest'ultimo che si lascia sfuggire il segreto di Andie dicendo alla gelosa amica che la ragazza è una succuba. All'uscita, Lexie parla nuovamente con Andie che si infuria con Brett e gli urla di uscire dalla sua vita mentre Lexie informa Charlie della pericolosità di Andie. La ragazza, facendosi forza, aspetta Charlie fuori casa e gli confessa tutto nei dettagli ricevendo però un rifiuto da parte dell'ex ragazzo.
Le ricerche di Emily sembrano ferme mentre Nick fa confessare la verità su St. Louise a Claire e Dylan: i due gli raccontano che lì Claire uccise i genitori di Emily, due tossici, prendendo poi Emily. A conoscenza della verità, Nick insieme agli amici e a Lee si reca in una casa del Gates vista da Christian dove, effettivamente, l'uomo li sta aspettando. Dopo una lite feroce, Christian viene bloccato e legato da Dylan. Ora i quattro sono faccia a faccia e Nick, ascoltando quanto Christian ha da dire, scopre tutta la verità su Dylan e Claire e, poco dopo, capisce dove si trova Emily. Ora Nick, Dylan e Claire si recano nella casa dove otto anni prima Claire uccise i genitori della bambina e qui, oltre alla figlia, trovano dei parenti della coppia che, con non poche discussioni specialmente con Claire, lasciano andare Emily con i genitori adottivi con la promessa di vederla ancora. Tornati a casa con la figlia sana e salva, Claire e Dylan sembrano aver ritrovano un po' di pace e di complicità. Tornato in ufficio per sistemare le ultime cose, Nick ad aspettarlo trova Sarah che vorrebbe delle spiegazioni ricevendo in cambio solo un silenzio straziante dal marito.
La giornata è finita e Leigh porta fuori dal Gates Christian. L'uomo sta per andarsene quando dall'ombra sbuca Claire. La donna inizialmente prova a parlarci ma poi, con un colpo sicuro, lo uccide.

## Chiuso in trappola
- Titolo originale: Surfacing
- Diretto da: Holly Dale
- Scritto da: Grant Scharbo

### Trama
Nick continua ad avere degli incubi e Sarah, preoccupata, chiede aiuto a Devon ma, quando la donna si rende conto che i suoi rimedi non funzionano, tramite un sortilegio risale a ciò che tormenta l'uomo e, in una visione, vede come è morta Amanda. Al lavoro intanto, Nick è sempre più stressato e, rimasto solo, ha delle strane sensazioni come se qualcuno lo seguisse e, senza essere vista, dietro di lui c'è proprio lo spirito di Amanda. A casa Redcliffe, Claire è sola e, assetata, beve il suo solito bicchiere di sangue quando però torna Emily che probabilmente la vede. A scuola Charlie continua a non parlare con Andy e viene ammonito anche dalla sorellina.
L'indomani, Nick continua ad avere le visioni e, preoccupando molto anche Sarah, decide di farsi curare da Peg la quale le dà dei consigli per scacciare gli spiriti. Così, Nick prova ad applicare i consigli dell'amica dopo aver ripreso anche il medaglione di Amanda e, dopo il loro scontro, sembra esserci riuscito. A casa intanto, Dylan e Claire ricevono, a sorpresa, la visita della zia Nancy e dell'assistente sociale ma, dopo un po' di panico da parte di Claire per il fatto di essere stata vista dalla figlia mentre beveva, la visita va bene e le due donne se ne vanno soddisfatte. A cena, Dylan e Claire convengono che è arrivato il momento di raccontare tutta la verità ad Emily. A casa Monahan intanto, dopo una serata precedente di paura per Danah, la bambina è con Charlie in piscina a parlare di Andy. In casa intanto, Nick trova Sarah con il medaglione di Amanda quando, improvvisamente, sente le urla di Danah e, accorrendo in piscina, riesce a salvare Charlie da una forza che lo tirava giù: è Amanda. Rientrati in casa dopo il panico, Charlie chiama Peg ma, mentre i due stanno al telefono, salta la corrente e cade la linea: entra nella stanza Sarah della quale però, si è impossessata Amanda. In quel momento, mentre Sarah/Amanda sta per ucciderlo, arrivano Peg e Lee, la quale si prende una pallottola in pieno petto. Nick, impaurito, segue Amanda nel luogo in cui Dylan la nascose e, dopo averle chiesto di lasciare in pace la sua famiglia dopo la sua uccisione, le confessa tutto il suo dolore e, pochi secondi prima di premere il grilletto, Amanda lascia il corpo di Sarah. I due ora tornano a casa dove ad attenderli ci sono Peg e Lee, incolume dopo lo sparo. Sarah si risveglia impaurita, senza ricordare niente e Nick decide così di raccontarle tutta la verità di quel posto. L'indomani, Charlie incontra Andy e le confessa di aver capito di non poter stare senza di lei; a casa Redcliffe mentre Dylan e Claire stanno cercando le parole per raccontare tutto ad Emily, la bambina li alleggerisce da questo peso confessando loro di sapere tutto, da sempre e, in piena tranquillità e sintonia con i suoi genitori, comincia a fare delle domande, incuriosita dalla questione; Nick va da Devon e le consegna i suoi "rimedi" dicendole di aver risolto tutto facendola rimanere di stucco. A casa intanto, Sarah è ancora scossa e confessa a Nick di voler andare via dal Gates.

## La tossina
- Titolo originale: Bad Moon Rising
- Diretto da: Arthur Albert
- Scritto da: Jared Romero & Richard Hatem

### Trama
A scuola Brett scopre che Andy e Charlie sono tornati insieme, e la cosa lo manda su tutte le furie. In città intanto, si prepara la festa per l'anniversario dei Buckley dopo il quale, il signor Buckley, nonostante le opinioni contrastanti, si farà trasformare da Vanessa, notizia che infastidisce Devon che, chiusa nel suo laboratorio prepara una pozione. A casa intanto, Sarah incontra proprio Devon che, mentre bevono il suo tè, le dà delle indicazioni per l'imminente festa. Poco prima di andare a casa Redcliffe, dove si terrà la festa, Nick confessa a Sarah dell'imminente trasformazione, cosa che però non desta alcuna reazione nella donna. La festa procede per il meglio, fino a quando non arrivano anche "i lupi" che però, mostrano la loro approvazione per la trasformazione. Sarah, con non poca tensione, incontra la signora Crezski e Claire ma, mentre stanno parlando, le lascia per andare a parlare con il signor Buckley. Durante la loro conversazione però, qualcuno bussa fortemente alla porta e, una volta aperta, scoprono che è stato puntato un cuore sulla porta con una minaccia di morte per tutti i vampiri. Nonostante ciò, la sera, il signor Buckley sta per ultimare la sua trasformazione quando però qualcosa va storto e Vanessa muore. Subito viene chiamato Nick, Dylan e Peg che convengono che la cosa è molto strana e richiedono subito le analisi del sangue del signor Buckley. L'indomani, in ufficio, Lee riesce a risalire al lupo che ha messo il cuore sulla porta e, parlando al telefono con Sarah le racconta l'accaduto, lasciando frastornata la donna. Nick intanto convoca l'uomo che sta dietro l'affissione del cuore e, aiutato dall'allenatore, nonché lupo Alpha, riesce a fargli confessare l'accaduto ma non l'uccisione di Vanessa. L'uomo poi, sfruttando il suo super udito, ascolta una conversazione di Nick e Dylan durante la quale capisce che c'è un veleno uccidi lupo. Le indagini intanto continuano e portano Nick da Devon, senza però giungere a nessuna conclusione. Dopo la scuola, visto lo stato di Brett, Lexie e Lucas lo fanno svagare, facendolo ubriacare e scatenando in lui una reazione imprevedibile. Tornato a casa, Nick ha una strana conversazione con Sarah durante la quale la donna confessa di non ricordare assolutamente niente della sera precedente fino a quando, in un flash, non ricorda di aver avvelenato lei stessa il signor Buckley sotto l'effetto di droghe di Devon. I due si recano al negozio di Devon dove però non trovano nessuno e, insieme a Dylan, corrono dal signor Buckley visto che in tanti si stanno muovendo per prendere il suo sangue. Giunti qui, allibito, il signor Buckley si uccide lasciando senza parole la stessa Devon che ora è ricercata da tutta la città, vampiri compresi. Dopo l'accaduto, Sarah e Nick sono sempre più fermi sull'idea di andarsene mentre, dopo aver raccontato della composizione del veleno nel corpo di Bluckley a Claire, Dylan scopre che il sangue di vampiro presente è proprio di sua moglie che glielo diede sotto ricatto e, preoccupati, i due decidono di mettersi sulle tracce della donna. Brett invece, ubriaco, va a casa di Andy, fissandola mentre dorme.

## Caccia alla strega
- Titolo originale: Moving Day
- Diretto da: Fred Gerber
- Scritto da: Grant Scharbo & Gabrielle Stanton

### Trama
Dylan e Claire corrono al negozio di Devon e scoprono che la donna è fuggita in fretta e furia e si mettono sulle sue tracce. Devon intanto, si è nascosta in un motel dove, con l'aiuto di Mya, riesce ad avere degli ingredienti che le permettono di proteggersi e, in una visione, ha uno strano presentimento su Charlie. L'indomani, Nick e Sarah comunicano ai figli la loro decisione di andarsene provocando una dura reazione in Charlie. A scuola intanto, Brett si incontra con Lexie e, preoccupato, le confessa di aver allungato con l'acqua l'antidoto di Andy rischiando di provocare la morte di Charlie e i due allora, preoccupati, cercano di fare qualcosa recandosi a casa del ragazzo che però, con sorpresa della stessa Sarah, è fuggito. Charlie ha infatti deciso insieme ad Andy di andarsene per non trasferirsi. Intanto, in ufficio, Nick chiede aiuto a Lee per rintracciare Devon e, successivamente, Charlie lasciando in disparte Marcus. Nick preoccupato per Charlie, si reca a casa di Andy dove il padre, con sorpresa dato che non sapeva neanche che i due fossero tornati a frequentarsi, gli racconta tutto sull'identità della figlia. Sulle tracce di Charlie, si mettono anche Brett e Lexie che cercano tra i boschi. Dylan e Claire continuano a cercare Devon ma vengono scoperti da un altro vampiro dal quale però riescono a staccarsi per poi recarsi da Peg la quale, in un foglietto ritrovato dai due, riconosce la calligrafia della figlia che confessa di aver aiutato Devon. A casa Sarah è in trepidazione per la sparizione di Charlie quando, con meraviglia, trova Devon nel suo salotto, che le confessa che Charlie senza il suo aiuto morirà. Impaurita, Sarah la caccia e continua a chiamare Nick. Charlie intanto, si riposa con Andy in un casale nel bosco quando, da fuori, Brett e Lexie sentono un suo urlo: Andy piangendo, gli dice di aver ucciso Charlie. Di corsa escono e trovano Nick che porta subito Charlie a casa dove Peg tenta di aiutarlo, invano. In quel momento, grazie e a Mya, capiscono dove si nasconde Devon ma, quando Nick arriva, ci trova già Claire e Dylan che stanno per ucciderla quando, per l'amico, la graziano. Sulla via del ritorno per casa però, i quattro trovano a fermarli altri vampiri e, in una lotta furiosa, Nick riesce ad andarsene con Devon con la promessa di consegnare poi la donna ai suoi due amici. Arrivati a casa, Devon usando la magia nera, riesce a far rinvenire Charlie. L'indomani, il ragazzo riceve una chiamata di Andy che, in lacrime, gli confessa di amarlo e proprio per questo, di doverlo lasciare per sempre, andandosene dal Gates. Intanto, Devon è ancora di sotto con Peg, Nick e Sarah quando arrivano Dylan e Claire a prenderla. Nick prova a contrattare la vita della donna che ha salvato suo figlio ma, proprio in quel momento, arriva Danah impaurita che dice ai genitori che Charlie ha qualcosa che non va: il ragazzo arriva nel salotto e, con gli occhi rossi, manda una sorta di raggi verso il padre, scaraventandolo sul pavimento lasciando i presenti senza parole. In quel momento, Sarah si rivolge a Devon la quale, con un sorriso beffardo, dice di averlo riportato si indietro, ma di non aver specificato come l'avrebbe riportato indietro.